# Оулмен, Мэтт
Мэтт Оулмен (англ. Matt Uelmen; родился 31 июля 1973 года) — американский композитор, саунд-дизайнер, создатель музыки к видеоиграм. Известен музыкой к серии игр Diablo компании Blizzard Entertainment, за которую в 2001 году был удостоен первой награды за лучший звук Международной ассоциации разработчиков игр. В качестве саунд-дизайнера работал над стратегией в реальном времени Starcraft и дополнением к многопользовательской RPG World of Warcraft — World of Warcraft: The Burning Crusade (2007). После этого покинул Blizzard и с 2009 года начал работу в компании Runic Games, где в качестве композитора и саунд-дизайнера участвовал в выпуске серии игр Torchlight.

## Ранние годы
Мэтт Оулмен вырос в районе Саут-Бэй Большого Лос-Анджелеса. С шести лет брал уроки фортепиано у Лени Бильски, обучался теории музыки. В 13 лет переехал с семьей в Сан-Хосе, штат Калифорния, где окончил среднюю школу. В этот период Оулмен самостоятельно практиковался в музыке, в основном играя джаз, классический рок и классическую музыку, в частности, Листа и Дебюсси в школьные годы и Майлза Дэвиса, Джими Хендрикса и Тома Уэйтса позже. В последующем помимо фортепиано освоил флейту, гитару и ударные.
С 1989 по 1993 год учился в Джорджтаунском университете, где получил премию Мэри Кэтрин Мита за работу Cannibal Culture, Technology and American music (1993). Во время учёбы играл на клавишных в группе из шести человек, где приобрел практический опыт и понимание «организации, взаимодействия и экономики». В 1994 году начал работу в области видеоигр, поступив на работу в компанию Condor Games (будущая Blizzard North). Его первой заметной работой в этот период стал саундтрек к игре Justice League Task Force компании Sunsoft, вышедшей в 1995 году на Sega Genesis.

## Blizzard Entertainment
В марте 1996 года компания Blizzard приобрела Condor Games, переименовав её в Blizzard North. 31 декабря 1996 года Blizzard North выпустила свою первую игру из будущей популярной серии, Diablo. Музыка Оулмена к этой игре оказалась настолько удачной, что его пригласили в команду, разрабатывавшую стратегию StarCraft (при этом он остался работать в Редвуд-Сити). Оулмен занялся звуковым дизайном игры, она вышла через два года после Diablo, в 1998 году.
29 июня 2000 года Blizzard выпустил вторую игру из серии Diablo — Diablo II. В 2001 году Мэтт Оулмен, Джейсон Хейс, Гленн Стаффорд и Андреа Пессино за саундтрек Diablo II и музыку к игровым видеовставкам были удостоены награды за лучший звук от Международной ассоциации разработчиков игр.
Следующей работой композитора в игровом сериале стала музыка для дополнения Diablo II: Lord of Destruction, выпущенного Blizzard 29 июня 2001 года. В интервью сайту Gamasutra, рассказывая о периоде работы в Blizzard North между 2001 и 2005 годами, Оулмен сказал, что, по всей видимости, он работал и над ранней версией следующей игры, Diablo III, пока студия не была закрыта.
С 2005 по 2007 год Оулмен написал несколько композиций для дополнения к популярной ММОРПГ World of Warcraft: The Burning Crusade. Его работа в основном была представлена в новой зоне, Запределье. Таким образом, Оулмен является одним из десяти композиторов, создавших музыку для World of Warcraft. После ухода из Blizzard композиции Оулмена были использованы в качестве основы для некоторых записей, созданных Blizzard Entertainment и австралийским симфоническим оркестром Eminence Symphony Orchestra и вошедших в альбом Echoes of War (2008).

## Runic Games
В 2009 году Оулмен начал работу во вновь созданной команде Runic Games, в которую помимо него вошли ещё несколько бывших сотрудников Blizzard North и Flagship Studios. Им была создана музыка к игре Torchlight, также он работал над проектом в качестве саунд-дизайнера. Оулмен работал в Runic Games до самого закрытия студии в 2017 году, успев поработать над музыкой для Torchlight II (2012) и Hob (2017).

## Сочинения
- Justice League Task Force (1995), Blizzard North
- Diablo (1996), Blizzard North
- StarCraft (1998), Blizzard Entertainment
- Diablo II (2000), Blizzard North
- Diablo II: Lord of Destruction (2001), Blizzard North
- World of Warcraft: The Burning Crusade (2007), Blizzard Entertainment
- Torchlight (2009), Runic Games
- Torchlight II (2012), Runic Games
- Hob (2017), Runic Games
- Torchlight III (2020), Echtra Games

## Изданные альбомы
- Diablo II Soundtrack (2000) / Blizzard Entertainment
- Diablo II — Lord Of Destruction Soundtrack (2001) / Blizzard Entertainment
- World Of Warcraft: The Burning Crusade Soundtrack (2007) / Blizzard Entertainment
- The Music Of Diablo 1996—2011: Diablo 15 Year Anniversary (2011) / Blizzard Entertainment
- Torchlight II — The Original Soundtrack (2012) / Runic Games